# سافيت إيسوفيش
سافيت إيسوفيش, (بالبوسنوية: Safet Isović)‏, (وُلِد عام 1936 في مدينة بيليشا، البوسنة والهرسك) مُمثِل شعب سيفدالينكة الذي اختاربأن يكون سافيت إيسوفيش أحسن ممثل سيفدالينكة في آراء ناس كثيرون بما في الناس الذين يعملون في صناعة الموسيقى.
في مهنته سافيت إيسوفيش مثل عند أعياد الموسيقى وفاز كثيرهم. هذا تبرع لسيادة ولشعبية السيفدالينكة.
هذا كان حقيقيا جصة خلال زمان ال يوغوسلافيا الماضية حيث السيفدالينكة أصبح شعبيا جدا. لا يزال، هي شعبي جدا وسط البوسنيون في البوسنة والهرسك. ولكن، هذه السيادة والشعبية أيضا استمر وسط البوسنيين في السانجاك والماسيدونية. لاحقا، السيفدالينكة أيضا أصبحت شعبيا وسط الناس ألذين ليسوا من البوسنة، لكن السيفدالينكة لا يزال عنصر موسيقي مهم في الثقافة البوسنية. لذلك، شعبيتها متوسط الجودة وسط الناس الذين ليسوا من البوسنة.